# Noël de Mille
Noël James de Mille (29. november 1909 - 6. marts 1995) var en canadisk roer fra Québec.
De Mille vandt bronze i dobbeltsculler ved OL 1932 i Los Angeles (sammen med Charles Edward Pratt). I finalen blev de besejret af amerikanerne William Gilmore og Ken Myers, som vandt guld, samt af Gerhard Boetzelen og Herbert Buhtz fra Tyskland, som tog sølvmedaljerne.
Under 2. verdenskrig gjorde de Mille tjeneste i den britiske Royal Air Force.

## OL-medaljer
- 1932:  Bronze i dobbeltsculler